# 盧修斯·福克斯
盧修斯·福克斯（英語：Lucius Fox），是一名在DC漫畫出版的漫畫中登場的虛構人物。是蝙蝠俠的協助者之一，除了協助他開發裝備好應付各種情況，盧修斯同時也是蝙蝠俠財力支柱的韋恩企業的經營管理者，使蝙蝠俠不用分心在經營家族事業。該角色一般被描述成沒察覺到蝙蝠俠就是布魯斯·韋恩的事。
盧修斯·福克斯也登場在其他媒體上，最有名的是由摩根·費里曼在導演克里斯多福·諾蘭的黑暗騎士三部曲電影中飾演的盧修斯，以及電視劇高譚，由克里斯・查克所飾演的盧修斯。

## 人物簡介
盧修斯是韋恩企業與韋恩基金會的執行長兼總裁。盧修斯是布魯斯·韋恩的第一個同盟者。他是個出色且專業的企業經營者，同時他也是天才發明家，在不知情的情況下將企業獲利用來替其老闆布魯斯·韋恩研究與開發蝙蝠俠的裝備、道具、武器和交通工具等好用來打擊罪犯。

## 家庭生活
盧修斯已婚，妻子名為譚雅·福克斯（Tanya Fox），兩人之間有好幾名子女，並在DC漫畫的幾個不同的出版漫畫中登場，像女兒塔瑪拉登場於紅羅賓個人刊，小女兒蒂芬妮初次登場則在《蝙蝠俠》#308 (1979)。
新52之前，有提到過盧修斯有個兒子叫蒂莫西，而在新52後，另一個兒子盧卡斯·「路克」·福克斯也跟著登場，並成為了超級英雄蝠翼。

## 其他媒體

### 動畫
- 《新蝙蝠俠》：配音員為Louis Gossett, Jr.。
- 《蝙蝠俠》：配音員為Brock Peters。

### 電視劇
- 《高譚》：由克里斯·查克[4]飾演年輕時的盧修斯。
- 盧修斯福克斯出現在《蝙蝠女俠》中，由多莫尼克·亞當（Domonique Adam）飾演。他的兒子提到他在本劇開始前五年就去世了。
  - “Mad As a Hatter”這一集介紹了一個人工智能。盧修斯福克斯的版本（由唐尼·盧卡斯配音）。在完善蝙蝠翼套裝的過程中，盧克發現了人工智能，因為它說盧修斯對它進行了編程以幫助盧克。在標題為“我們還玩得開心嗎？”的賽季結局中，Lucius Fox A.I.控制了蝙蝠飛艇，將其駕駛到高譚市的荒涼地區，這樣小丑酸液就不會擊中任何人。在蝙蝠翼作為人工智能離開蝙蝠飛艇之前。犧牲自己，Lucius Fox A.I.表示他為盧克感到驕傲並保護哥譚市。

### 電影
- 《蝙蝠俠：高譚騎士》：原創動畫短片，由Kevin Michael Richardson配音。
- 《蝙蝠俠：勢不兩立》：動畫電影，由Ernie Hudson[5]配音。
- 黑暗騎士三部曲：由摩根·費里曼飾演。
  - 《蝙蝠俠：開戰時刻》
  - 《黑暗騎士》
  - 《黑暗騎士：黎明昇起》

### 電子遊戲
- 《蝙蝠俠：開戰時刻》：由摩根·費里曼配音。
- 《DC 超級英雄 Online》：由Leif Anders配音。
- 《蝙蝠俠：秘密系譜》：由Dave Fennoy配音。
- 《樂高蝙蝠俠》：登場於任天堂DS版本。
- 《蝙蝠俠：阿卡漢騎士》：由Dave Fennoy配音。
- 《超級英雄：武力對決2》：於劇情模式中作為配角登場，由菲爾·拉瑪配音。